# Phước Tân (Bà Rịa-Vũng Tàu)
Phước Tân is een xã in het district Xuyên Mộc, een van de districten in de Vietnamese provincie Bà Rịa-Vũng Tàu.